# Nako Motohashi
Nako Motohashi (10 de octubre de 1993) es una jugadora de baloncesto japonesa.